# Princípios Fundamentais na Constituição do Brasil
Princípios Fundamentais na Constituição do Brasil é o termo referente a um conjunto de dispositivos contidos na Constituição da República Federativa do Brasil. São as noções que dão a razão da existência e manutenção do Estado brasileiro.
Sendo o Brasil um Estado democrático de direito, os princípios fundamentais se apresentam como sendo os objetivos deste complexo sistema chamado direito.
Tais princípios apresentam-se entre os artigos 1º ao 4º, encampando uma gama substancial de definições e objetivos a serem respeitados, mantidos e alcançados dentro de todo território nacional.

## Artigo primeiro
O artigo primeiro da Constituição apresenta os fundamentos de existência e manutenção da República Federativa do Brasil como Estado. Tem um único parágrafo e cinco incisos, no qual estão os fundamentos. O artigo explica que o Brasil é uma república federativa formado pela união indissolúvel de estados, municípios e o Distrito Federal (Brasil) e diz que é um Estado Democrático de Direito.
Os incisos citam os fundamentos da República Federativa do Brasil, que são: soberania, cidadania, dignidade da pessoa humana, os valores sociais do trabalho e da livre iniciativa e o pluralismo político. O parágrafo único diz que o poder vem do povo, que o exerce através de seus representantes legais ou de forma direta, nos termos da constituição.
- Soberania: É tratada de duas formas: em relação ao poder supremo e seus limites territoriais e também enaltecendo o povo na organização governamental.[1]
- Cidadania: Autoriza a população a participar das discussões políticas, através da escolha de seus representantes, reclamar das irregularidades cometidas por eles ou participar diretamente do projeto de iniciativa legislativa.[1]
- Dignidade da pessoa humana: Diz que os valores da sociedade devem ser pautados considerando as necessidades básicas do ser humano. Proibições e determinadas penas fazem parte desse fundamento.[1]
- Valores sociais do trabalho e da livre iniciativa: Esse inciso quer dizer que o trabalhador deve ser tratado como um ser afetuoso e limitado. O trabalhador poderá exigir os direitos previstos na Constituição Federal.[1]
- Pluralismo político: Com esse inciso, há reconhecimento que existem diversos grupos com pensamentos diferentes em diferentes setores.[2]

## Artigo segundo
O artigo segundo institui a clássica divisão estatal em três poderes, idealizada por Montesquieu: legislativo, executivo e judiciário. Todos independentes e harmônicos entre si. Não há nenhum inciso e nenhum parágrafo. É uma cláusula pétrea, ou seja, não pode ser modificada por emenda constitucional.
A teoria da separação de poderes foi idealizada por Montesquieu, na obra O Espírito das Leis. Nela é tratada a divisão entre os três poderes com a finalidade de que nenhum poder pudesse agir em desacordo com as leis e a constituição. Dentro desse sistema, o poder legislativo do Brasil elaboraria leis, respeitando o que foi traçado na Constituição Federal, o executivo administraria o Estado e o judiciário solucionaria conflitos entre pessoas, grupos, seguimentos da sociedade, etc.
Comparativamente, na Constituição dos Estados Unidos, a divisão entre poderes está em três artigos: o artigo um, que trata sobre o poder legislativo, o artigo dois, que trata sobre o poder executivo e o artigo três, que trata sobre o poder judiciário. A função deles é definida em cada um desses artigos.

## Artigo terceiro
No artigo terceiro relacionam-se os objetivos os quais a nação brasileira deve perseguir:
- construir uma sociedade livre, justa e solidária;
- garantir o desenvolvimento nacional;
- erradicar a pobreza e a marginalização e reduzir as desigualdades sociais e regionais;
- promover o bem de todos, sem preconceitos de origem, raça, sexo, cor, idade e quaisquer outras formas de discriminação

## Artigo quarto
A seguir, no artigo quarto estão os princípios a serem utilizados pelo Brasil em suas relações internacionais:
- independência nacional;
- prevalência dos direitos humanos;
- autodeterminação dos povos;
- não-intervenção;
- igualdade entre os Estados;
- defesa da paz;
- solução pacífica dos conflitos;
- repúdio ao terrorismo e ao racismo;
- cooperação entre os povos para o progresso da humanidade;
- concessão de asilo político.